# Liste der Staatsoberhäupter 159
Übersicht
◄◄ | ◄ | 155 | 156 | 157 | 158 | Liste der Staatsoberhäupter 159 | 160 | 161 | 162 | 163 | ► | ►►

Weitere Ereignisse

## Afrika
- Aksumitisches Reich
  - König: s. Aksumitisches Reich

- Römisches Reich
  - Provincia Romana Aegyptus
    - Präfekt: Marcus Sempronius Liberalis (154–159)
    - Präfekt: Titus Furius Victorinus (159–160)

## Asien
- Armenien
  - König: Sohaimos (137–160)

- Charakene
  - König: Orabazes II. (150/151–165)

- China
  - Kaiser: Han Huandi (146–168)

- Iberien (Kartlien)
  - König: Parsmen II. (135–185)

- Indien
  - Satavahana
    - König: Sivasri Pulumayi III. (158–ca. 164)

- Japan (Legendäre Kaiser)
  - Kaiser: Seimu (131–191)

- Korea
  - Baekje
    - König: Gaeru (128–166)

  - Gaya
    - König: Suro (42–199?)

  - Goguryeo
    - König: Chadae (146–165)

  - Silla
    - König: Adalla (154–184)

- Kuschana
  - König: Huvischka (140–183)

- Osrhoene
  - König: Ma'nu VIII. (139–163)

- Partherreich
  - Schah (Großkönig): Vologaeses IV. (147/148–191/192)

- Römisches Reich
  - Provincia Romana Syria Palaestina
    - Legatus: Gaius Iulius Severus (155–162)

## Europa
- Bosporanisches Reich
  - König: Eupator (154/155–170/171)

- Römisches Reich
  - Kaiser: Antoninus Pius (138–161)
    - Konsul: Plautius Quintillus (159)
    - Konsul: Marcus Statius Priscus Licinius Italicus (159)
    - Suffektkonsul: Marcus Pisibanius Lepidus (159)
    - Suffektkonsul: Lucius Matuccius Fuscinus (159)
    - Suffektkonsul: Cornelius Dexter (159)
    - Suffektkonsul: Aulus Curtius Crispinus (159)

  - Provincia Romana Britannia
    - Legat: Gnaeus Iulius Verus (157–161)